# 파이널 디씨전
《파이널 디씨전》(영어: Executive Decision)은 1996년 개봉한 미국의 액션 스릴러 영화이다.

## 배역
- 커트 러셀 - 데이비드 그랜트
- 할리 베리 - 진
- 렌 카리오 - 찰스 화이트
- 스티븐 시걸 - 오스틴 트래비스
- 데이비드 수셰이 - 나지 핫산
- 존 레귀자모 - 랫
- BD 웡 - 루이
- 올리버 플랫 - 카힐
- 윕 허블리 - 베이커
- 조 모턴 - 캐피
- 인고 뉴하우스 - 닥
- 윌리엄 제임스 존스 - 캣맨
- 폴 콜린스 - 넬슨
- 스탠리 글로버
- 유진 로체
- 켄 젠킨스
- 로버트 아파사
- 크리스토퍼 마허
- 제이 터베어
- 아메드 아메드
- 샤운 토웁
- 존 후어타스
- 조이 나베르
- 윌 샤웁
- 이본느 지마
- 메리앤 멀럴라일리
- 돈 피셔
- 존 릭시 무어
- 워렌 먼슨
- 랜스 오거스트
- 매기 이건
- 제임스 C. 빅터
- 팀 켈러허
- 폴 볼른
- 닉 제임슨
- 토드 제프리스
- 조 쿡
- 일리아 볼로크
- 조셉 마카
- 데이몬 리
- 모니카 헌팅톤

## 한국어 더빙 성우진

### SBS (1998년 10월 2일)
- 양지운 - 데이빗 그랜트(커트 러셀)
- 신성호 - 트래버스 중령(스티븐 시걸)
- 정미숙 - 진(할리 베리)
- 유강진 - 핫산(데이비드 수셰이)
- 김태연
- 김정희
- 김규식
- 조동희
- 김새영
- 유해무
- 김준
- 문지현
- 김영민
- 이병식
- 황윤걸
- 김태웅
- 이재용

### KBS (2003년 12월 27일)
- 엄주환 - 데이빗 그랜트(커트 러셀)
- 오길경 - 진(할리 베리)
- 신성호 - 오스틴 트래비스 중령(스티븐 시걸)
- 이강식 - 찰스 화이트 장관(렌 카리오)
- 설영범 - 나지 핫산(데이비드 수셰이)
- 유민석 - 국무 장관(니콜라스 프라이어)
- 이근욱 - 마브로스 상원의원(J. T. 월시)
- 최병상 - 루이(BD 웡) / 부기장(마이클 밀호언) / 무장 보안관(리차드 리엘) / 정보 분석원(브래드 브레이스델)
- 차명화 - 엘리슨(메리 엘렌 트레이너) / 게일(데이 영)
- 서문석 - 카힐(올리버 플랫) / 폭탄 테러범(후안 페르난데즈)
- 이재용 - 랫(존 레귀자모) / 자파(안드레아스 카츨라스) / 테러범(크리스토퍼 마허) / 장교(찰스 할러한)
- 조진숙 - 낸시(말라 메이플스)
- 오인성 - 베이커(윕 허블리) / 테러범(그랜빌 해처) / F-14 조종사
- 류다무현 - 캐피(조 모턴)
- 고재균 - 기장(레이 베이커)